# A Kidnapped Santa Claus
A Kidnapped Santa Claus is een kerstverhaal geschreven door de Amerikaanse auteur L. Frank Baum. Het werd voor het eerst gepubliceerd in december 1904 in het tijdschrift The Delineator. Het verhaal gebruikt dezelfde setting en personages als Baums eerdere boek The Life and Adventures of Santa Claus uit 1902. 

## Samenvatting
In het verhaal woont de Kerstman in de Laughing Valley aan de rand van het Forest of Burzee, bijgestaan door magische wezens zoals Knooks, Ryls, feeën en elfjes. Het verhaal volgt de ontvoering van de Kerstman door vijf Demonen, wezens van zelfzucht, afgunst, haat en kwaad, evenals de Demon van Berouw. Ondanks pogingen om de Kerstman te verleiden, lachen ze zijn inspanningen weg en besluiten hem uiteindelijk te ontvoeren op kerstavond. 
In de afwezigheid van de Kerstman proberen zijn metgezellen zijn missie voort te zetten en cadeautjes te bezorgen. Het verhaal eindigt met de bevrijding van de Kerstman door de Demon van Berouw en een vreedzame oplossing tussen goed en kwaad, waarbij de Kerstman de aanval op de Demons afwendt.